# Artrosis
Artrosis — польская готик-метал-группа, основанная в 1995 году в городе Зелёна-Гура.

## Участники
Текущий состав
- Магдалена «Medeah» Ступкевич-Добош — вокал (1995—наст. время)
- Рафал «Grunthell» Грунт — гитара (1999—2002, 2011—наст. время)
- Матей Недзельский — клавишные (1995—2005, 2011—наст. время)

Бывшие участники
- Кристиан «MacKozer» Козеравскийі — гитара (Sacriversum) (2002—2010)
- Ремигиуш «Remo» Мельчарек — бас-гитара (Sacriversum) (2002—2010)
- Лукаш «Migdał» Мигдальский — клавишные (2005—2010)
- Павел «Świcol» Свица — ударные (2006—2010)
- Конрад «Lombardo» Бичак — ударные (2005—2006)
- Мариуш Кушевский «Mario» (Sacriversum) — гитара (2003—2004)
- Мартин Пендовский — бас-гитара (1998—2001)
- Кшиштоф «Chris» Бялас — гитара (1995—1999)

Сессионные участники
- Zbigniew Robert «Inferno» Promiński — ударные на перевыпуске Ukryty Wymiar и W Imie Nocy
- Magdalena Kogut — Виолончель на перевыпуске Ukryty Wymiar
- Magdalena Stelmaszyk — виолончель на Ukryty Wymiar
- Paweł Słoniowski — бас-гитара на Ukryty Wymiar

## Дискография
Студийный альбомы
- Ukryty Wymiar (1997)
- Hidden Dimension (1998)
- W Imię Nocy (1998)
- Pośród Kwiatów I Cieni (1999)
- In The Flowers Shade (2000)
- Ukryty Wymiar (2001, re-release)
- W Imię Nocy (2001, re-release)
- In Nomine Noctis (2001)
- Fetish (2001)
- Melange (2002)
- Con Trust (2006)
- Imago (2011)
- Odi et Amo (2015)

Концертные альбомы
- Live in Kraków (2000, VHS)
- Koncert w Trójce (2001)
- Live in Kraków: Among The Flowers And Shadows (2002, DVD)

Демо
- (1996) Siódma Pieczęć

Синглы
- «W Górę» (1998)
- «Never Let Me Down Again» (2013)
- «Odi et Amo» (Odi et Amo)